# مریم شیرزاد
مریم شیرزاد (زادهٔ ۱۵ مهر ۱۳۳۸) دوبلور و گویندهٔ ایرانی است. وی فعالیت حرفه‌ای خود را از ۱۲ سالگی با گویندگی برای برنامهٔ کودک رادیو آغاز نمود و اولین کار دوبلهٔ خود را با نقش گویی کوتاهی در یک فیلم سینمایی برای سعید مظفری انجام داد.

## زندگی هنری
مریم شیرزاد فعالیت هنری خود را از سنین نوجوانی و با گویندگی در برنامهٔ کودک رادیو شروع کرد و بعد از انقلاب ۱۳۵۷ و از سال ۱۳۵۹ جذب دوبله شد. او گویندگی رادیو از ۱۳۴۸ تا ۱۳۵۹ در برنامهٔ کودک را برعهده داشت. گویندگی در نقش‌های خاطره‌انگیز اوشین در سریال محبوب سال‌های دور از خانه، شازده کوچولو در کارتون مسافر کوچولو، سرندیپیتی در کارتون جزیرهٔ ناشناخته، سارا استنلی در سریال قصه‌های جزیره و آن شرلی در سریال آن شرلی با موهای قرمز از به یادمانی‌ترین کارهای مریم شیرزاد در عرصه دوبلاژ است. همچنین وی در دوبله همزمان در جشنواره فیلم‌های کودک و نوجوان اصفهان چندین دوره شرکت داشته است.

## سایر فعالیت‌ها
- واحد نمایش رادیو
- برنامه عصر بخیر تهران (زنده)
- رادیو پیام اجرا و نویسندگی

## مدیریت دوبله
الیور تویست، سفید برفی، آلیس در سرزمین عجایب، چارلی و کارخانه شکلات سازی، دشمن حکومت، قدرت مطلق، داستان برانکس یا محله برونکس، وطنم آفریقا، هوایی که نفس می‌کشم، اسم من خان است، مأموران ابی پوش، بازگشت خوشبختی، دیوید کاپرفیلد و داستان اسباب بازی ۳، قصه‌های غزاله

### رادیو و تلویزیون
سردبیر و کارگردان و مجری - بازیگر برنامه‌های زنده رادیویی شهر مهربانی و رنگین کمان در رادیو تهران و اجراهای زنده در شبکه تلویزیونی تهران با خواندن غزلیات حافظ و اشعار دیگر شعرا. در حال حاضر اجرای برنامهٔ آوای امواج در رادیو تهران انجام می‌دهند که جمعه‌ها از ۱۶تا۱۸ پخش می‌شود.

## فعالیت‌ها به عنوان گویندهٔ نقش‌ها

### سریال‌های خارجی
| نام مجموعه                | در نقش                                         | به جای                       |
| سال‌های دور از خانه        | اوشین (کودکی تا میانسالی)                      | آیاکو کوبایاشی و یوکو تاناکا |
| سیلاس (طوفان)             | سیلاس                                          | پاتریک باخ                   |
| بچه‌های کوه آتشفشان        | سارا                                           | راشل وستون                   |
| ارتش سری                  | مادلین                                         | هیزل مک‌براید                 |
| ناوارو                    | یولان (دختر ناوارو)                            | امانوئل بوآردون              |
| قصه‌های جزیره              | سارا استنلی                                    | سارا پلی                     |
| ۲۴ (مجموعه تلویزیونی)     | کیم باور                                       | الیشا کاتبرت                 |
| رؤیای سبز                 | آن شرلی                                        | مگان فالوز                   |
| رودخانه برفی              | روت ویتنی                                      | تریسی نلسون                  |
| سرگذشت امیلی و بلانش      | امیلی                                          | مارینا اورسینی               |
| بازگشت خوشبختی            | مویی در سه مقطع سنی نقش کودکی -جوانی- میانسالی |                              |
| تاجر پوسان                | دانی یونگ                                      | کیم هیون جو                  |
| عامل ناشناخته             | لیندسی دانر                                    | نانسی ان ساکویچ              |
| سریال ماجراهای شرلوک هلمز | شخصیتهای مختلف در چندین اپیزود                 |                              |

### کارتون
| مسافر کوچولو                | مسافر کوچولو |
| جزیرهٔ ناشناخته              | سرندیپیتی    |
| نیک و نیکو                  | نیکو         |
| بچه‌های مدرسهٔ والت           | دیراسی       |
| بچه‌های کوه آلپ              | دنی          |
| یونیکو                      | یونیکو       |
| چوبین                       | رولی         |
| آن شرلی دختری با موهای قرمز | آن شرلی      |
| سلام آنه: پیش از گرین گیبلز | آن شرلی      |
| شاهزادهٔ روم                 | بانو ملیکا   |
| آلیس در سرزمین عجایب        | آلیس         |
| دیو و دلبر                  | بل           |
| داستان اسباب‌بازی ۲          | جسی          |

خانواده دکترارنست جک

### فیلم‌های سینمایی
| نام فیلم                                     | به جای            | در نقش                                  |
| دزدان دریایی کارائیب: سوار بر امواج ناشناخته | پنه‌لوپه کروز      | آنجلیکا تیچ                             |
| عروس شاهزاده                                 | رابین رایت        | پرنسس آلاله                             |
| سفیدبرفی و شکارچی                            | کریستن استوارت    |                                         |
| بیگانه: رستاخیز                              | وینونا رایدر      |                                         |
| میان‌ستاره‌ای                                  | ان هتوی           | املیا برند                              |
| شوالیهٔ تاریکی برمی‌خیزد                       | ان هتوی           | سلینا کایل (زن گربه‌ای همکار مرموز بتمن) |
| ربوده‌شده                                     | مگی گریس          | کیم میلز                                |
| ربوده‌شده ۳                                   | مگی گریس          | کیم                                     |
| باج                                          | گریسی سینگ        | گوری                                    |
| بدون توقف                                    | لوپیتا نیونگو     | گوئن لوید                               |
| عشق من جای دیگریست                           | کاجول             | سانجانا                                 |
| راز: حقیقت پنهان                             | کاجول             | ایشا دیوان                              |
| تلقین                                        | الن پیج           | آریادنی                                 |
| مأموریت غیرممکن ۲                            | تندی نیوتون       | نیا نوردوف                              |
| ۲۰۱۲                                         | تندی نیوتون       | لورا ویلسون                             |
| چشم عقاب                                     | میشل موناهن       | راشل هولمان                             |
| یک‌بارمصرف‌ها ۲                                | یو نان            | مگی چان                                 |
| قتل عادلانه                                  | کارلا گوجینو      | کارآگاه کارن کورلی                      |
| ثور                                          | ناتالی پورتمن     | جین فاستر                               |
| اسکری مووی ۳                                 | آنا فاریس         | سیندی کمپل                              |
| چهار شگفت‌انگیز: قیام موج‌سوار نقره‌ای          | جسیکا آلبا        | سو استوروم                              |
| چهار شگفت‌انگیز                               | جسیکا آلبا        | سو استوروم                              |
| سریع و خشمگین ۶                              | گل گدوت           | جیزل یاشار                              |
| جومانجی                                      | بونی هانت         | سارا ویتل                               |
| ۵۰ قرار اول                                  | درو بریمور        | لوسی ویتمور                             |
| لاک‌پشت‌های نینجای نوجوان                      | مگان فاکس         | آپریل اونیل                             |
| افسونگر                                      | نیکول کیدمن       | ایزابل بیگلو و سامانتا استفنز           |
| جنگ ستارگان: نیرو برمی‌خیزد                   | دیسی ریدلی        | ری                                      |
| مردان ایکس: کلاس اول                         | جنیفر لارنس       |                                         |
| روح سوار                                     | اوا مندس          | روکسان سیمپسون                          |
| انتقام‌جویان                                  | اسکارلت جوهانسون  | ناتاشا رومانوف (بیوه سیاه)              |
| هری پاتر و محفل ققنوس                        | اما واتسون        | هرمیون گرنجر                            |
| هری پاتر و شاهزاده دورگه                     | اما واتسون        | هرمیون گرنجر                            |
| هری پاتر و یادگاران مرگ - قسمت اول           | اما واتسون        | هرمیون گرنجر                            |
| بیگانه                                       | لرتا یانگ         | ماری                                    |
| فرشتگان آلوده صورت                           | آن شریدان         | لاری مارتین                             |
| ونسان و من                                   | ژو                |                                         |
| داگویل                                       | نیکول کیدمن       | گریس                                    |
| کوهستان سرد                                  | نیکول کیدمن       | آدا مونرو                               |
| پاییز در نیویورک                             | وینونا رایدر      | شارلوت فیلدینگ                          |
| دوپلکس                                       | درو بریمور        | نانسی کندریکس                           |
| معما                                         | آدری هپبورن       | رجی لامبرت                              |
| پرستار بتی                                   | رنه زلوگر         | بتی سایزمور                             |
| خانه- فیلم مستند                             | گلن کلوز          | راوی فیلم                               |
| شهرداری                                      | بریجیت فوندا      |                                         |
| انیگما                                       | کیت وینسلت        | هستر والاس                              |
| نقابدار و ناشناس                             | پنه‌لوپه کروز      |                                         |
| سفر فلیسیا                                   | آیلین کاسیدی      |                                         |
| از نفس افتاده                                | جین سیبرگ         |                                         |
| تصویر یک بانو                                | نیکول کیدمن       |                                         |
| اعترافات یک ذهن خطرناک                       | درو بریمور        |                                         |
| نیمروز                                       | گریس کلی          |                                         |
| هملت                                         | هلنا بونهام کارتر | افلیا                                   |
| بیلی باتگیت                                  | نیکول کیدمن       |                                         |
| حال همه خوب است                              | درو بریمور        | رزی                                     |
| بانکوک هیلتون                                | نیکول کیدمن       |                                         |
| پدینگتون                                     | نیکول کیدمن       |                                         |
| زندگی من بدون من                             | سارا پلی          | ان                                      |
| زندگی من                                     | نیکول کیدمن       | جیل                                     |
| لئون                                         | ناتالی پورتمن     |                                         |
| حفره                                         | کاترین اسپاک      | نیکول                                   |
| زندگی دیوید گیل                              | لورا لینی         |                                         |
| تهاجم                                        | نیکول کیدمن       | کارول                                   |
| در بارانداز                                  | اوا ماری سنت      |                                         |
| استخوان‌های دوست داشتنی                       | سیرشا رونان       |                                         |
| هوش مصنوعی                                   | هالی جوئل آزمنت   | پسربچه نقش اول فیلم                     |
| قطار چنای                                    | دیپیکا پادوکونه   |                                         |
| قریب                                         | نها               |                                         |
| گجینی                                        | آسین              |                                         |
| خانه شلوغ ۲                                  | آسین              |                                         |
| بازیکن ۷۸۶                                   | آسین              |                                         |
| پسر سردار                                    | سوناکشی سینها     |                                         |
| تمنا                                         | رامیا کریشنان     | ریشما نارانگ                            |
| بزن‌بهادر                                     | سوناکشی سینها     |                                         |
| سه احمق                                      | کارینا کاپور      |                                         |
| شکاک                                         | آیشواریا رای      | سومان                                   |
| فراموشی                                      | دیا میرزا         |                                         |
| کینه ۲                                       | امبر تامبلین      |                                         |

### فیلم‌های سینمایی و مجموعه‌های تلویزیونی ایرانی
| نام فیلم          | به جای          | در نقش      |
| مریم مقدس         | شبنم قلی‌خانی    | مریم        |
| مدار صفر درجه     | ناتالی متی      | سارا آستروک |
| دیوانه‌وار         | زیبا نادری      |             |
| هدف               | زیبا نادری      |             |
| معصومیت ازدست‌رفته | حدیث فولادوند   | رباب        |
| مختارنامه         | حدیث فولادوند   |             |
| افعی              | بهاره رهنما     |             |
| بچه‌های طلاق       | مهشید افشارزاده |             |
| در کمال خونسردی   | آتنه فقیه نصیری |             |
| شیخ مفید          | ماهایا پطروسیان |             |
| نابخشوده          | نسرین مقانلو    |             |
| مسافر ری          | ویشکا آسایش     | روشنک       |
| پهلوانان نمی‌میرند | فریبا کامران    | نرگس        |
| ملک سلیمان        | الهام حمیدی     |             |
| مرگ‌نامهٔ سهراب     | فقیه سلطانی     |             |
| چهل سرباز         | ____            | راوی        |

### به عنوان داور
- جادوی صدا